# آدم حسن سكاك
آدم حسن سكاك (مواليد 13 يناير 1965) عداء سوداني سابق نافس في منافسة 100 متر رجال في دورة الألعاب الأولمبية الصيفية لعام 1992.

## روابط خارجية
- آدم حسن سكاك على موقع الاتحاد الدولي لألعاب القوى (الإنجليزية)
- آدم حسن سكاك على موقع أوليمبيديا (الإنجليزية)